# District de Portalegre
Le district de Portalegre est un district du Portugal. 
Sa superficie est de 6 065 km2, ce qui en fait le 6e du pays en superficie. Sa population est de 127 018 habitants (2001). 
Sa capitale est la ville éponyme de Portalegre.
Le district de Portalegre comprend 15 municipalités :
- Alter do Chão ;
- Arronches ;
- Aviz ;
- Campo Maior ;
- Castelo de Vide ;
- Crato ;
- Elvas ;
- Fronteira ;
- Gavião ;
- Marvão ;
- Monforte ;
- Nisa ;
- Ponte de Sor ;
- Portalegre ;
- Sousel.